# FC Ulaanbaatar
Football Club Ulaanbaatar – mongolski klub piłkarski który swoje mecze rozgrywa na MFF Football Centre w Ułan Bator. Drużyna gra obecnie w Mongolian National Premier League, najwyższej klasie rozgrywkowej w Mongolii.

## Sukcesy
- Mistrzostwo Mongolii - 10/11
- Mistrzostwo Mongolii - 22/23
- Puchar Mongolii - 22/23
- Superpuchar Mongolii - 20/21[3]

## Skład
| Nr | Poz. | Piłkarz                 |
| -- | ---- | ----------------------- |
| 1  | BR   | Mönkh-Erdene Enkhtaivan |
| 3  | OB   | Turbat Daginaa          |
| 4  | PO   | Bat-Orgil Gerelt-O      |
| 5  | PO   | Ganduulga Ganbaatar     |
| 6  | OB   | Amgalanbat Batbaatar    |
| 7  | NA   | Sardor Matmurodov       |
| 8  | PO   | Purevsuren Uuganbayar   |
| 9  | NA   | Oyunbaatar Mijiddorj    |
| 10 | NA   | Baljinnyam Batbold      |
| 11 | NA   | Islom Shodmonov         |
| 12 | OB   | Otgonbayar Oyunbaatar   |

| Nr | Poz. | Piłkarz                   |
| -- | ---- | ------------------------- |
| 14 | NA   | Sasa Teofanov             |
| 17 | NA   | Gantogtokh Gantuya        |
| 18 | PO   | Munkh-Erdene Lkhagvasuren |
| 19 | OB   | Tsogt-Ochir Jargaltuyaa   |
| 22 | PO   | Nemanja Krusevac          |
| 23 | NA   | Dölgöön Amaraa            |
| 24 | PO   | Unur-Erdene Erdenechimeg  |
| 26 | PO   | Temuujin Altansukh        |
| 28 | OB   | Dusan Cirkovic            |
| 29 | PO   | Chuluunbor Sengetsamba    |
| 30 | BR   | Munkhsuld Battseren       |